# مروان الصحفي
مروان سعيد الصحفي (مواليد 17 فبراير 2004) هو لاعب كرة قدم سعودي محترف يلعب في مركز الجناح مع نادي بيرتشوت البلجيكي ، معارًا من نادي الاتحاد السعودي و يلعب  مع منتخب السعودية.

## مسيرته الكروية
بدأ الصحفي مسيرته في فريق الشباب بنادي الاتحاد. في 12 يونيو 2022، وقع الصحفي أول عقد احترافي له مع النادي. شارك لأول مرة في 7 أكتوبر 2022 في مباراة الفوز 3–1 على الفتح من مقاعد البدلاء. في 11 أكتوبر 2022، شارك الصحفي لأول مرة كأساسي مع النادي في مباراة التعادل 1–1 ضد ضمك. في 1 سبتمبر 2024، انضم الصحفي إلى نادي بيرتشوت البلجيكي على سبيل الإعارة لمدة عام واحد. بعد شهر، في 18 أكتوبر، سجل أهدافه الأولى بتسجيله هدفين في الفوز 2–1 على أندرلخت.

## مسيرته الدولية
في 27 فبراير 2023، تم استدعاء الصحفي إلى منتخب السعودية تحت 20 عامًا للمشاركة في كأس آسيا تحت 20 سنة 2023.
شارك الصحفي لأول مرة مع المنتخب السعودي الأول في 6 يونيو 2024 في تصفيات كأس العالم ضد باكستان في ملعب جناح الرياضي. حل بديلاً لسلطان الغنام في الدقيقة 77 حيث فازت السعودية 3–0.

## الإحصائيات

### النادي
آخر تحديث 10 نوفمبر 2024.
| النادي          | الموسم   | الدوري | الدوري  | الكأس الوطني | الكأس الوطني | قاري   | قاري    | أخرى   | أخرى    | المجموع | المجموع |
| النادي          | الموسم   | الظهور | الأهداف | الظهور       | الأهداف      | الظهور | الأهداف | الظهور | الأهداف | الظهور  | الأهداف |
| --------------- | -------- | ------ | ------- | ------------ | ------------ | ------ | ------- | ------ | ------- | ------- | ------- |
| الاتحاد         | 2022–23  | 7      | 0       | 0            | 0            | —      | —       | —      | —       | 7       | 0       |
| الاتحاد         | 2023–24  | 20     | 2       | 3            | 0            | 8      | 0       | 3      | 0       | 34      | 2       |
| الاتحاد         | المجموع  | 27     | 2       | 3            | 0            | 8      | 0       | 3      | 0       | 41      | 2       |
| بيرتشوت (إعارة) | 2024–25  | 6      | 4       | 1            | 0            | —      | —       | —      | —       | 7       | 4       |
| الإجمالي        | الإجمالي | 33     | 6       | 4            | 0            | 8      | 0       | 3      | 0       | 48      | 6       |

1. ↑  تتضمن كأس خادم الحرمين الشريفين وكأس بلجيكا.
2. ↑  المباريات في دوري أبطال آسيا.
3. ↑  مباراتين في كأس العرب للأندية الأبطال، ومباراة واحدة في كأس العالم للأندية

## الإنجازات
الاتحاد
- الدوري السعودي للمحترفين: 2022–23
- كأس السوبر السعودي: 2022[10]

## وصلات خارجية
لم يتم العثور على روابط لمواقع التواصل الاجتماعي.

- مروان الصحفي على موقع إي إس بي إن إف سي (الإنجليزية)
- مروان الصحفي على موقع قاعدة بيانات كرة القدم.إي يو (الإنجليزية)
- مروان الصحفي على موقع Soccerway.com (الإنجليزية)
- مروان الصحفي على موقع عالم كرة القدم.نت (الإنجليزية)